# 第114師団 (日本軍)
第114師団（だいひゃくじゅうよんしだん）は、大日本帝国陸軍の師団の一つ。

## 第一次編成
1937年（昭和12年）日中戦争が勃発すると、日本本土から次々と師団が中国大陸に派遣され、同時に従来の常設師団から新たに特設師団が編成された。第114師団は、1937年10月12日、留守第14師団の担当で新設された。第10軍（司令官：柳川平助中将）隷下となり、同年11月、第6師団・第18師団とともに杭州湾に上陸し中国軍の背後からの攻撃にあたり、続いて南京攻略戦に参戦する。
1938年（昭和13年）2月、華北に転用され、第5師団・第10師団とともに徐州会戦に従軍した。その後、華北での治安作戦に従事し、1939年（昭和14年）7月に復員。

### 師団概要
- 通称号：なし
- 編成時期：1937年（昭和12年）10月12日
- 廃止：1939年（昭和14年）7月22日
- 編成地：宇都宮
- 補充担任：第十四師管区（宇都宮）
- 最終位置：華北

### 歴代師団長
- 末松茂治 予備役中将：1937年（昭和12年）10月20日 - 1939年3月9日[1]
- 沼田徳重 中将：1939年（昭和14年）3月9日 - 1939年8月12日死去[2]

### 参謀長
- 磯田三郎 砲兵大佐：1937年（昭和12年）10月22日 - 1939年（昭和14年）8月1日[3]

### 最終所属部隊
- 歩兵第127旅団：旅団長 秋山充三郎少将
  - 歩兵第102連隊（水戸）：丸岡康平大佐
  - 歩兵第66連隊（宇都宮）：岡村勝実大佐
- 歩兵第128旅団：旅団長 奥保夫少将
  - 歩兵第115連隊（高崎）：遠藤寅平中佐
  - 歩兵第150連隊（松本）：山本重悳中佐
- 騎兵第18大隊：天城幹七郎少佐
- 野砲兵第120連隊（宇都宮）：大塚昇中佐
- 工兵第114連隊：野口勝之助少佐
- 輜重兵第114連隊：河田六次郎中佐
- 第114師団通信隊
- 第114師団衛生隊
- 第114師団第1野戦病院
- 第114師団第2野戦病院
- 第114師団第3野戦病院
- 第114師団第4野戦病院

## 第二次編成
太平洋戦争（大東亜戦争）末期になると、華北に駐屯していた第26師団がフィリピン戦線に、第62師団が沖縄に転用されたため、中国に在った独立歩兵旅団（独立混成旅団）を改編し、占領地の警備と治安維持を目的に編成した治安師団の一つであり、同時に第115師団・第117師団・第118師団が新設された。これら4個師団は、1944年（昭和19年）7月10日、軍令陸甲第79号下令により、編成が発令された。
第114師団は、華北の山西省臨汾運城において独立歩兵第3旅団の復帰人員と第69師団からの転属者などを基幹に山西省臨汾で再編成された。編成後、第1軍に編入され、第69師団より臨汾周辺の警備を引き継いで、山西省の治安粛正の各討伐作戦に従事した。
師団の編制は、4個独立歩兵大隊から成る歩兵旅団を2個持ち、砲兵を欠いた丙師団として誕生した。後に師団砲兵隊が所属した。
1945年（昭和20年）8月9日にソ連が対日参戦に際して、平津地区転進を下令され、移動準備中に終戦を迎えた。同地で終戦を迎えたが一部の将兵は残留し閻錫山の指揮の下国共内戦のなか中共軍と戦った。

### 師団概要
- 通称号：将
- 再編成時期：1944年（昭和19年）7月10日
- 編成地：山西省臨汾
- 補充担任：溝ノ口
- 最終位置：山西省臨汾
- 最終上級部隊：第1軍

### 歴代師団長
- （心得）中代豊治郎 少将：1944年（昭和19年）7月14日 - 1944年10月14日[4]
- 三浦三郎 中将：1944年（昭和19年）10月14日 - 終戦[5]

### 参謀長
- 高津康雄 大佐：1944年（昭和19年）7月14日 - 終戦[6]

### 最終司令部構成
- 参謀長：高津康雄大佐
  - 参謀：大田黒寿中佐
  - 参謀：小林正孝少佐
- 高級副官：高橋慶太郎中佐

### 最終所属部隊
- 歩兵第83旅団：青山清少将[6]
  - 独立歩兵第199大隊：渋谷隆治大尉
  - 独立歩兵第200大隊：阿部幸博大尉
  - 独立歩兵第201大隊：堺原元市大尉
  - 独立歩兵第202大隊：小沢民部少佐
- 歩兵第84旅団：松野尾勝明少将[7]
  - 独立歩兵第381大隊：新庄繁樹大尉
  - 独立歩兵第382大隊：田垣朝吉大尉
  - 独立歩兵第383大隊：鍵沢太郎少佐
  - 独立歩兵第384大隊：佐波武郎大尉
- 第114師団通信隊：長峰春則少佐
- 第114師団砲兵隊：三瓶幸吉少佐
- 第114師団工兵隊：三瓶正次大尉
- 第114師団輜重隊：菅原大二郎大尉
- 第114師団野戦病院：熊谷俊夫少佐
- 第114師団病馬廠